# Chantada
Chantada település Spanyolországban, Lugo tartományban. Chantada Taboada, Carballedo, O Saviñao, Rodeiro és Pantón községekkel határos. Lakosainak száma 8092 fő (2024).

## Népesség
A település népessége az elmúlt években az alábbi módon változott:
| Lakosok száma | 9765 | 9463 | 9150 | 9014 | 8783 | 8553 | 8371 | 8192 | 8083 | 8092 |
|               | 2001 | 2004 | 2007 | 2009 | 2012 | 2014 | 2017 | 2019 | 2022 | 2024 |